# Atena (nome)
Atena  è un nome proprio di persona italiano femminile.

## Varianti
- Femminili: Atene[1]
- Maschili: Ateno[1][2]

### Varianti in altre lingue
- Bulgaro: Атина (Atina)
- Catalano: Atenea[3], Atena
- Francese: Athéna, Athéné
- Greco antico: Ἀθηνᾶ (Athēnâ)[1][4], Ἀθήνη (Athēnē)[1][4][5]
- Greco moderno: Αθηνά (Athīna)[4]
- Inglese: Athena[4][5]
- Islandese: Aþena
- Latino: Athena[1][5]
- Lituano: Atėnė
- Polacco: Atena
- Portoghese: Atena
- Russo: Афина (Afina)
- Spagnolo: Atenea[3]
- Ucraino: Афіна (Afina)
- Ungherese: Athéné

## Origine e diffusione

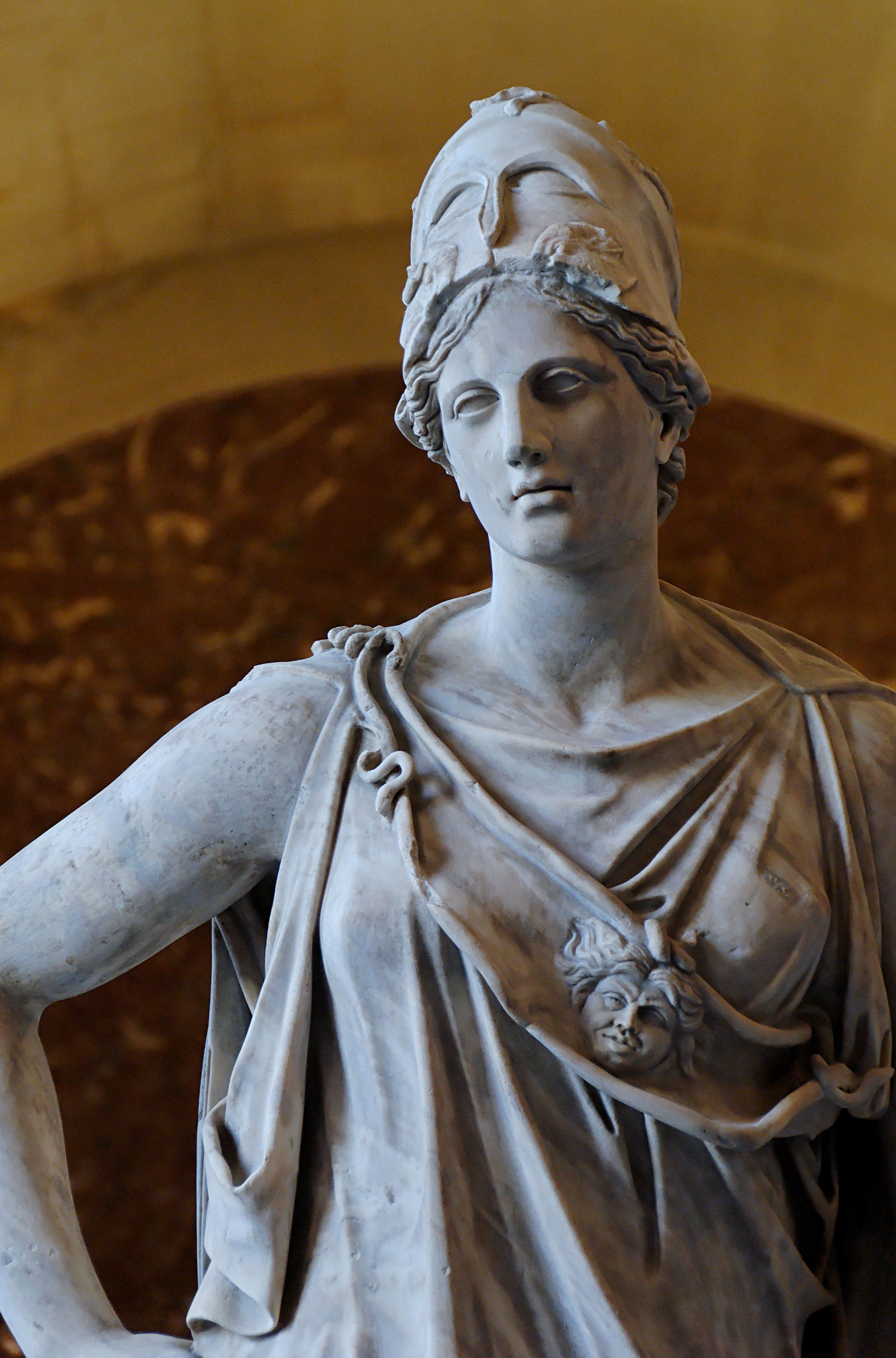
Un dettaglio della Atena Mattei, conservata al Museo del Louvre

Si tratta di una ripresa, documentata a partire dal Rinascimento, del nome di Atena, dea greca della saggezza, della scienza e della guerra, alla quale sono riferiti, tra l'altro, vari nomi teoforici, quali Atenodoro, Atenaide e Atenagora. In alcuni casi, il nome può fare riferimento anche alla città di Atene, capitale della Grecia, la quale prende comunque il suo nome dalla divinità.
Il nome "Atena" è attestato in greco come Ἀθηνᾶ o Ἀθήνη (Athēnâ o Athēnē, rispettivamente le forme attica e ionica) e in latino come Athena, ma la forma più antica conosciuta sembrerebbe essere Atana, attestata su una tavoletta lineare B; la sua etimologia è dibattuta, e sono state avanzate diverse interpretazioni, che lo riconducono a svariati vocaboli greci. È tuttavia molto probabile che tali teorie siano tutte errate, e il nome abbia in realtà origini pregreche, forse minoiche, non decifrabili.

## Onomastico
Il nome è adespota, ossia privo di santa patrona; l'onomastico si può festeggiare eventualmente il 1º novembre, in occasione di Ognissanti.

## Persone
- Atena Daemi, attivista iraniana
- Atena Farghadani, artista e attivista iraniana

### Variante Athena
- Athena Karkanis, attrice, doppiatrice e cantante canadese
- Athena Kottak, batterista statunitense
- Athena Lundberg, modella statunitense

### Variante Athina
- Athina Cenci, attrice, cabarettista e conduttrice televisiva italiana
- Athina Onassis, cavallerizza greca

### Variante Athīna
- Athīna Christoforakī, cestista statunitense naturalizzata greca
- Athīna Livanou, prima moglie di Aristotele Onassis
- Athīna Manoukian, cantante greca
- Athīna Papafōtiou, pallavolista greca
- Athīna Rachīl Tsaggarī, regista, sceneggiatrice e produttrice cinematografica greca

## Il nome nelle arti
- Athena è un personaggio ricorrente della serie televisiva Elementary.
- Atena, personaggio del film del 2008 La sirenetta: Quando tutto ebbe inizio.
- Athena, personaggio del film del 2014, Tomorrowland - il mondo di domani
- Athena Grant è un personaggio della serie televisiva 9-1-1.
- Atena è un personaggio della serie Pokémon.